# 데뷔탕트

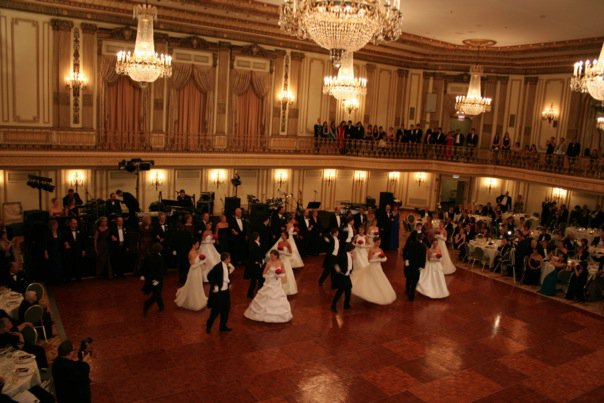
데뷔탕트 무도회 모습

데뷔탕트(프랑스어: débutante, 영어: Debutante)는 성년에 이른 귀족, 상류 계층의 여성을 일컫는다. 이들을 상류 사회에 소개하는 공식 데뷔 행사가 치러진다. 이 행사에서 지배층 인사들은 자녀의 배우자감을 물색하기도 한다.
데뷔탕트 무도회는 지역마다 형태가 다양하다. 오늘날 데뷔탕트 무도회에서는 일반적으로 자선 행사도 함께 이루어진다.